# Aguas termales de Onoto
Las aguas termales de Onoto se encuentran subiendo el río Maracay, que corre en el Valle del Onoto, por el que se llega a la unión de dos arroyos, el río Corozal y el de aguas calientes. Este valle se estrecha y sus aguas salen por el lado sur, la roca cristalina por donde estas se filtran en abundancia. 
Su temperatura es de 44.5. La altura a que salen aguas es de 702 metros sobre el nivel del mar.
- Datos: Q5413753